# Rock Until You Drop
Rock Until You Drop è il primo album dei Raven, pubblicato nel 1981 per l'etichetta discografica Neat Records.

## Tracce
1. Hard Ride (Gallagher, Hunter) - 3:12
2. Hell Patrol (Gallagher, Hunter) - 4:41
3. Don't Need Your Money (Gallagher, Hunter) - 3:21
4. Over the Top (Gallagher, Hunter) - 3:53
5. 39-40 (Gallagher, Hunter) - 0:53
6. For the Future (Gallagher, Hunter) - 3:59
7. Rock Until You Drop (Gallagher, Hunter) - 4:00
8. Nobody's Hero (Gallagher, Hunter) - 3:48
9. Hellraiser/Action (Chinn-Chapman, Scott, Connoly, Priest, Tucker) - 5:35 - (Sweet cover)
10. Lambs to the Slaughter (Gallagher, Hunter) - 3:51
11. Tyrant of the Airways (Gallagher, Hunter) - 7:14

### Tracce bonus (ristampa)
1. Wiped Out (Gallagher, Hunter) - 4:30
2. Crazy World (Gallagher, Hunter) - 3:57
3. Inquisitor (Gallagher, Hunter) - 3:53

## Formazione
- John Gallagher - voce, basso
- Mark Gallagher - chitarra
- Rob Hunter - batteria